# 암석 목록
다음은 암석 목록이다. 암석에는 크게 화성암, 변성암, 퇴적암이 있다.

## 화성암
- 제올라이트
- 아닥카이트
- 안산암
- 현무암
- 용암
- 차노카이트
- 데이사이트
- 섬록암
- 두나이트
- 반려암
- 화강암
- 이그님브라이트
- 킴벌라이트
- 코마티아이트
- 반정 (결정)
- 감람암
- 장석
- 흑요석
- 페그마타이트
- 반암
- 경석
- 휘석
- 유문암
- 스코리아
- 섬장암
- 열점
- 조면암
- 감람석
- 사장석
- 응회암#용결응회암
- 퇴적암
- 셰일
- 석회암

## 퇴적암
- 호상철광층
- 각력암
- 백악
- 각암
- 석탄
- 역암
- 규조토
- 고회암
- 증발암
- 부싯돌
- 규화 (단백석)
- 라테라이트
- 갈탄
- 석회암
- 이회암
- 이암 (암석)
- 오일 셰일
- 인광석
- 사암
- 셰일
- 변성암
- 암맥

## 변성암
- 무연탄
- 각섬암
- 에클로자이트
- 편마암
- 백립암
- 혼펠스
- 대리암
- 천매암
- 운모
- 단층
- 규암
- 결정편암
- 사문암
- 점판암
- 부분용융
- 활석
- 동석
- 구조암
- 남정석

## 특별한 종류
- 부싯돌
- 적철석
- 케냐산
- 청금석
- 각암
- 호안석
- 반암
- 반정 (결정)
- 장석
- 사문암
- 반려암

## 같이 보기
- 암석의 순환